# Vatierville
Vatierville est une commune française située dans le département de la Seine-Maritime en région Normandie.

## Description

### Communes limitrophes
| Fesques  | Callengeville | Villers-sous-Foucarmont  |
|          | Vatierville   |                          |
| Ménonval |               | Saint-Germain-sur-Eaulne |

### Hydrographie
La commune est située dans le bassin Seine-Normandie. Elle est drainée par l'Eaulne,.
L'Eaulne traverse le su-ouest du territoire communal. D'une longueur de 45 km, elle prend sa source dans la commune de Mortemer et se jette  dans l'Arques en limite des communes d'Arques-la-Bataille et de Martin-Église, après avoir traversé 19 communes. Une pisciculture y est implantée, les viviers de Vatierville, sur le site de l'ancien moulin.

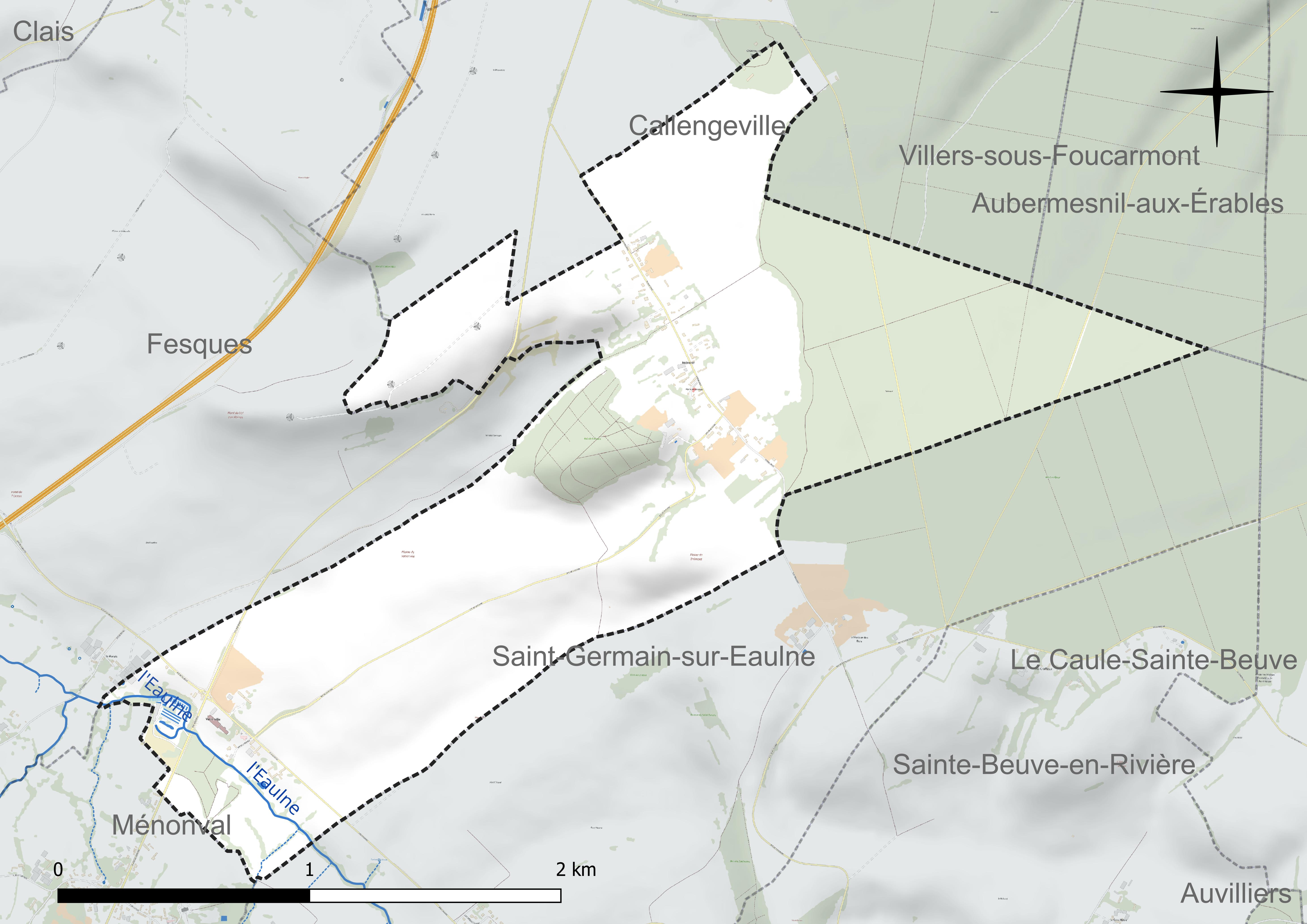
Réseau hydrographique de Vatierville.

### Climat
Pour des articles plus généraux, voir Climat de la Normandie et Climat de la Seine-Maritime.
En 2010, le climat de la commune est de type climat océanique altéré, selon une étude du CNRS s'appuyant sur une série de données couvrant la période 1971-2000. En 2020, Météo-France publie une typologie des climats de la France métropolitaine dans laquelle la commune est exposée à un climat océanique et est dans la région climatique Côtes de la Manche orientale, caractérisée par un faible ensoleillement (1 550 h/an) ; forte humidité de l’air (plus de 20 h/jour avec humidité relative > 80 % en hiver), vents forts fréquents. Parallèlement le GIEC normand, un groupe régional d’experts sur le climat, différencie quant à lui, dans une étude de 2020, trois grands types de climats pour la région Normandie, nuancés à une échelle plus fine par les facteurs géographiques locaux. La commune est, selon ce zonage, exposée à un « climat contrasté des collines », correspondant au Pays de Bray, bien arrosé et frais.
Pour la période 1971-2000, la température annuelle moyenne est de 9,8 °C, avec une amplitude thermique annuelle de 14,1 °C. Le cumul annuel moyen de précipitations est de 932 mm, avec 14 jours de précipitations en janvier et 8,8 jours en juillet. Pour la période 1991-2020, la température moyenne annuelle observée sur la station météorologique la plus proche, située sur la commune de Bouelles à 9 km à vol d'oiseau, est de 10,7 °C et le cumul annuel moyen de précipitations est de 838,4 mm,. Pour l'avenir, les paramètres climatiques de la commune estimés pour 2050 selon différents scénarios d’émission de gaz à effet de serre sont consultables sur un site dédié publié par Météo-France en novembre 2022.

## Urbanisme

### Typologie
Au 1er janvier 2024, Vatierville est catégorisée commune rurale à habitat dispersé, selon la nouvelle grille communale de densité à sept niveaux définie par l'Insee en 2022.
Elle est située hors unité urbaine et hors attraction des villes,.

### Occupation des sols
L'occupation des sols de la commune, telle qu'elle ressort de la base de données européenne d’occupation biophysique des sols Corine Land Cover (CLC), est marquée par l'importance des territoires agricoles (77,2 % en 2018), une proportion identique à celle de 1990 (77,2 %). La répartition détaillée en 2018 est la suivante : 
terres arables (47,6 %), forêts (22,8 %), zones agricoles hétérogènes (22,1 %), prairies (7,5 %). L'évolution de l’occupation des sols de la commune et de ses infrastructures peut être observée sur les différentes représentations cartographiques du territoire : la carte de Cassini (XVIIIe siècle), la carte d'état-major (1820-1866) et les cartes ou photos aériennes de l'IGN pour la période actuelle (1950 à aujourd'hui).

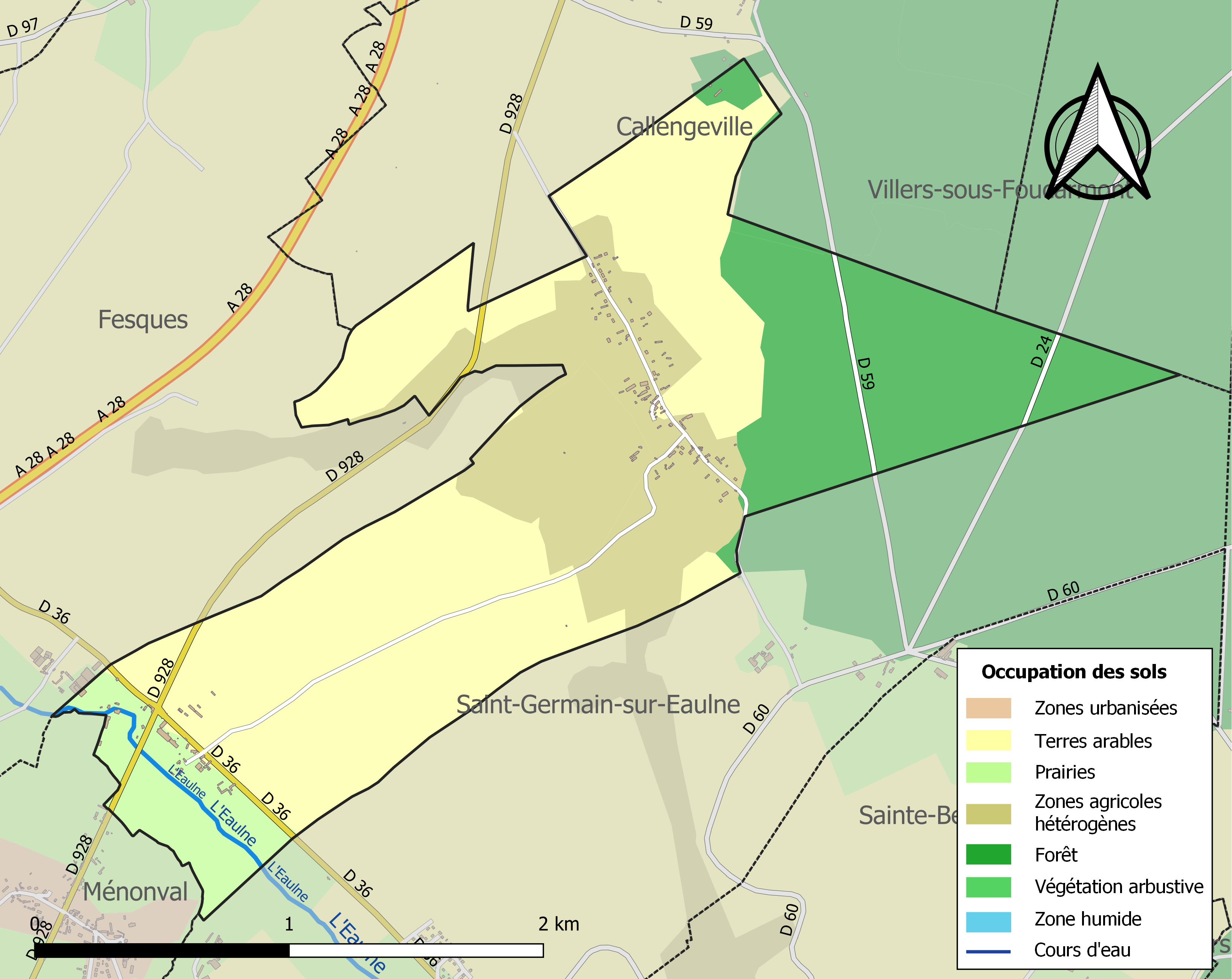
Carte des infrastructures et de l'occupation des sols de la commune en 2018 (CLC).

## Toponymie
Le nom de la localité est attesté sous les formes de Galterivilla (sans date), Walterivilla en 1213, In territorio de Galterivilla en 1224, de Waltiervilla (sans date), Watierville (sans date), In horreo meo de Watierville en 1221, Apud Vatiervillam en 1259, Ecclesia de Galteri Villa vers 1240, Ecclesia de Watervilla en 1249 et 1250, Valtervilla vers 1337, de Vatierville près de Neufchastel en 1406 et 1408, Viviers de Watierville en 1482, Vatierville en 1454, Paroisse de Vatierville en 1503, Saint Pierre de Vatierville en  1505 et 1506, Fief de Vatierville d'Orbec en 1681 (il était possédé en 1503 par David d'Orbec) en 1779, Saint Paul de Vatierville en 1714, Vatioville en 1715, Vatierville en 1757 (Cassini).

## Politique et administration

### Rattachements administratifs et électoraux
La commune se trouve depuis 1926 dans l'arrondissement de Dieppe du département de la Seine-Maritime. Pour l'élection des députés, elle fait partie depuis 2012 de la sixième circonscription de la Seine-Maritime.
Elle fait partie depuis 1801 du canton de Neufchâtel-en-Bray. Dans le cadre du redécoupage cantonal de 2014 en France, ce canton, dont la commune est toujours membre, est modifié, passant de 23 à 70 communes.

### Intercommunalité
La commune était membre de la petite communauté de communes du Pays Neufchâtelois, créée en 1998, et qui succédait à  l'ancien SIVOM de Neufchâtel, constitué le 26 octobre 1977.
Dans le cadre de l'approfondissement de la coopération intercommunale prévu par la Loi portant nouvelle organisation territoriale de la République (Loi NOTRe) du 7 août 2015, qui prescrit la constitution de grandes intercommunalités regroupant au moins 15 000 habitants, celle-ci est contrainte de fusionner avec la communauté de communes de Saint-Saëns-Porte de Bray et d'intégrer huit communes issues de la communauté de communes du Bosc d'Eawy pour former le 1er janvier 2017 la communauté Bray-Eawy, dont est désormais membre la commune.

### Liste des maires
| Période                                  | Période                       | Identité      | Étiquette | Qualité                                                   |
| ---------------------------------------- | ----------------------------- | ------------- | --------- | --------------------------------------------------------- |
| Les données manquantes sont à compléter. |                               |               |           |                                                           |
| 1995                                     | 2005                          | Henry Magnier | DVD       |                                                           |
| 2005                                     | En cours (au 28 janvier 2020) | Daniel Bénard |           | Retraité de l'enseignement Réélu pour le mandat 2020-2026 |

### Politique de développement durable
La commune comprend une partie du parc éolien du Val-aux-Moines, mis en service en 2017 et qui comprend au total 6 mars d'aérogénérateurs.

## Démographie
L'évolution du nombre d'habitants est connue à travers les recensements de la population effectués dans la commune depuis 1793. Pour les communes de moins de 10 000 habitants, une enquête de recensement portant sur toute la population est réalisée tous les cinq ans, les populations de référence des années intermédiaires étant quant à elles estimées par interpolation ou extrapolation. Pour la commune, le premier recensement exhaustif entrant dans le cadre du nouveau dispositif a été réalisé en 2007.

En 2022, la commune comptait 130 habitants, en stagnation par rapport à 2016 (Seine-Maritime : +0,35 %, France hors Mayotte : +2,11 %).
| 1793 | 1800 | 1806 | 1821 | 1831 | 1836 | 1841 | 1846 | 1851 |
| ---- | ---- | ---- | ---- | ---- | ---- | ---- | ---- | ---- |
| 282  | 209  | 243  | 261  | 303  | 258  | 271  | 275  | 268  |

| 1856 | 1861 | 1866 | 1872 | 1876 | 1881 | 1886 | 1891 | 1896 |
| ---- | ---- | ---- | ---- | ---- | ---- | ---- | ---- | ---- |
| 233  | 216  | 210  | 234  | 220  | 223  | 236  | 236  | 234  |

| 1901 | 1906 | 1911 | 1921 | 1926 | 1931 | 1936 | 1946 | 1954 |
| ---- | ---- | ---- | ---- | ---- | ---- | ---- | ---- | ---- |
| 202  | 194  | 156  | 157  | 154  | 186  | 151  | 161  | 172  |

| 1962 | 1968 | 1975 | 1982 | 1990 | 1999 | 2006 | 2007 | 2012 |
| ---- | ---- | ---- | ---- | ---- | ---- | ---- | ---- | ---- |
| 134  | 128  | 128  | 112  | 95   | 105  | 107  | 107  | 126  |

| 2017 | 2022 | - | - | - | - | - | - | - |
| ---- | ---- | - | - | - | - | - | - | - |
| 133  | 130  | - | - | - | - | - | - | - |

## Culture locale et patrimoine

### Lieux et monuments
- Église Saint-Pierre,  de style roman anglo-normand qui remonte aux XIe et XIIe siècles, et son clocher quadrangulaire en pierre, qui a fait l'objet de gros utravaux d'entretien de 2019 à 2021[30],[31]